# Setge de Florència
El setge de Florència, iniciat a la tardor de 1529, com a conseqüència del tractat de Barcelona, entre l'Emperador Carles i Clement VII, és un dels últims episodis de la Guerra de la Lliga de Cognac. Un gran exèrcit del Sacre Imperi Romanogermànic i Espanya, comandat per Filibert de Chalon, el príncep d'Orange, va envoltar la ciutat i després d'un setge de gairebé deu mesos, en va prendre possessió. Amb l'ocupació de la ciutat es va derrocar la República de Florència, instaurant als Mèdici al tron amb Alexandre de Mèdici com a Gran Duc de Toscana.

## Antecedents
Un cop acabat el saqueig de Roma, els florentins van proclamar la república expulsant als Mèdici per segona vegada el 16 de maig de 1527, així doncs els Mèdici, es van veure obligats a abandonar la ciutat.
El nou govern es decantà del costat de França en la seva guerra de la Lliga de Cognac, però les derrotes franceses al setge de Nàpols el 1528 i la batalla de Landriano el 1529 va obligar Francesc I de França a signar la Pau de Cambrai amb l'emperador Carles V del Sacre Imperi Romanogermànic. Quan el Papa Climent VII i la República de Venècia van fer les paus amb l'Emperador, Florència es va trobar aïllada i Carles V, després de pactar-ho amb el Papa en el tractat de Barcelona (1529), va ordenar als seus exèrcits posar a Florència sota setge per tal de restaurar els Mèdici al poder en la figura d'Alexandre de Mèdici, nebot del sobirà pontífex (fill seu segons alguns encara que oficialment fill de Llorenç).

## Desenvolupament tàctic
Els preparatius per la defensa de Florència incloïen la reducció d'alçada de les torres, que ja havia començat el 1526, per evitar que hi disparessin els canons, i l'aplanament del terreny proper a les muralles per evitar que s'hi amagués algú. La república va poder resistir la invasió durant uns mesos, però finalment, degut a la traïció dels mercenaris que havien contractat, va haver d'abandonar Volterra als imperialistes.
Amb la mort del seu millor capità, Francesco Ferruccio, executat per les tropes imperials després de la batalla de Gavinana, els republicans van perdre les últimes esperances. La ciutat va capitular el 10 d'agost de 1530.